# Diapheromera erythropleura
Diapheromera erythropleura is een insect uit de orde Phasmatodea en de  familie Diapheromeridae. De wetenschappelijke naam van deze soort is voor het eerst geldig gepubliceerd in 1923 door Hebard.